# Csukcsok
A csukcsok Északkelet-Szibéria egyik őshonos népcsoportja, elsősorban Csukcsföldön, az Oroszországi Föderáció egyik autonóm körzetében élnek. Beszélt nyelvük a csukcs-kamcsatkai nyelvek csoportjához tartozó csukcs, amely a cirill betűs csukcs írásrendszert használja. Lélekszámuk a 2010-es népszámlálás adatai szerint 15 900 fő, jelentős részük napjainkban is hagyományos nomád életmódot folytat. A népesség szinte teljes egésze az orosz ortodox egyházhoz tartozik, de a közösség életében továbbra is nagy szerepet töltenek be a sámánizmus hagyományai.

## Történelem
A mai Csukcsföld területe már az őskorban is lakott volt és a térség központi szerepet játszott az amerikai kontinens benépesítésének folyamatában. Körülbelül 13 500 éve innen keltek át az első embercsoportok Amerikába, kihasználva, hogy a mai Bering-szoros a nagy területű eljegesedések miatt kialakult alacsony tengerszintnek köszönhetően földhídként funkcionált ebben az időszakban.
Csukcsföld szibériai lakosai és az Alaszkában élő inuitok a történelem folyamán végig szoros kapcsolatokat tartottak fent, a két kontinens között zajló évezredes kereskedelem legfontosabb emlékeit az Ekven környéki sírokban, valamint Nakvan és Nunak régészeti lelőhelyeinél tárták fel. Ezek a helyszínek kulturális jelentőségük miatt szerepelnek az UNESCO világörökségeinek javaslati listáján. A csukcs nép kialakulásának időpontjáról az írásbeliség hiányában nincsenek pontos adatok, a temetkezési helyek elsősorban a tárgyi- technikai körülményeket őrizték meg. A népcsoport vadászó-halászó, valamint rénszarvastenyésztő életformája az évszázadok folyamán alig változott, a térség lakói kőkorszaki körülmények között éltek egészen az első fémeszközök érkezéséig a 18.század második felében.
Habár az első állandó orosz telep, Anadir már a 17.század végén megalakult a Bering-tenger partján, az európai befolyás egészen a 18.század közepéig alacsony maradt Csukcsföldön. 1731-ben az oroszok hadjáratot indítottak, hogy meghódítsák a területet, de helyismerettel nem rendelkező erőiket legyőzték a csukcsok, így a félsziget végül csak 1778-ban vált az Orosz Birodalom részévé egy békeszerződést követően. A csukcsok életébe jelentős változást csak a szovjetek hatalomra kerülése hozott, akik erőszakkal letelepítették az őslakosokat és kolhozokba kényszerítették őket. A hagyományos megélhetésük elvesztésével az életkörülményeik is rosszabbá váltak, a népszámlálási adatok szerint 1939 és 1959 között lélekszámuk 12 100 főről 11 000-re csökkent. Ezzel párhuzamosan megkezdődött az ipar fejlesztése és a nagyarányú orosz nemzetiségű bevándorlás, ennek eredményeként 1989-re az őslakos csukcsok aránya 7,3%-ra csökkent a teljes népességen belül. A Szovjetunió összeomlását követően a kommunista ipar is tönkrement, a válság hatására az oroszok több mint háromnegyede elvándorolt, így jelenleg a növekvő népességű csukcsok a lakosság 27%-át alkotják.

## Hagyományos gazdaság

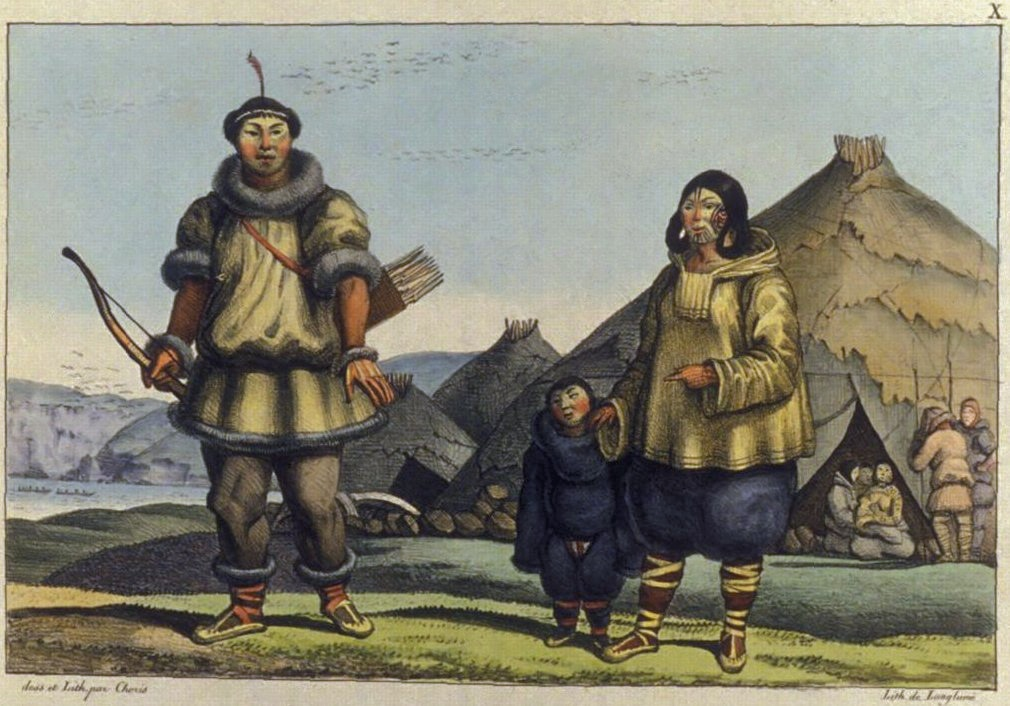
Louis Choris 19.századi festő metszete a csukcsokról

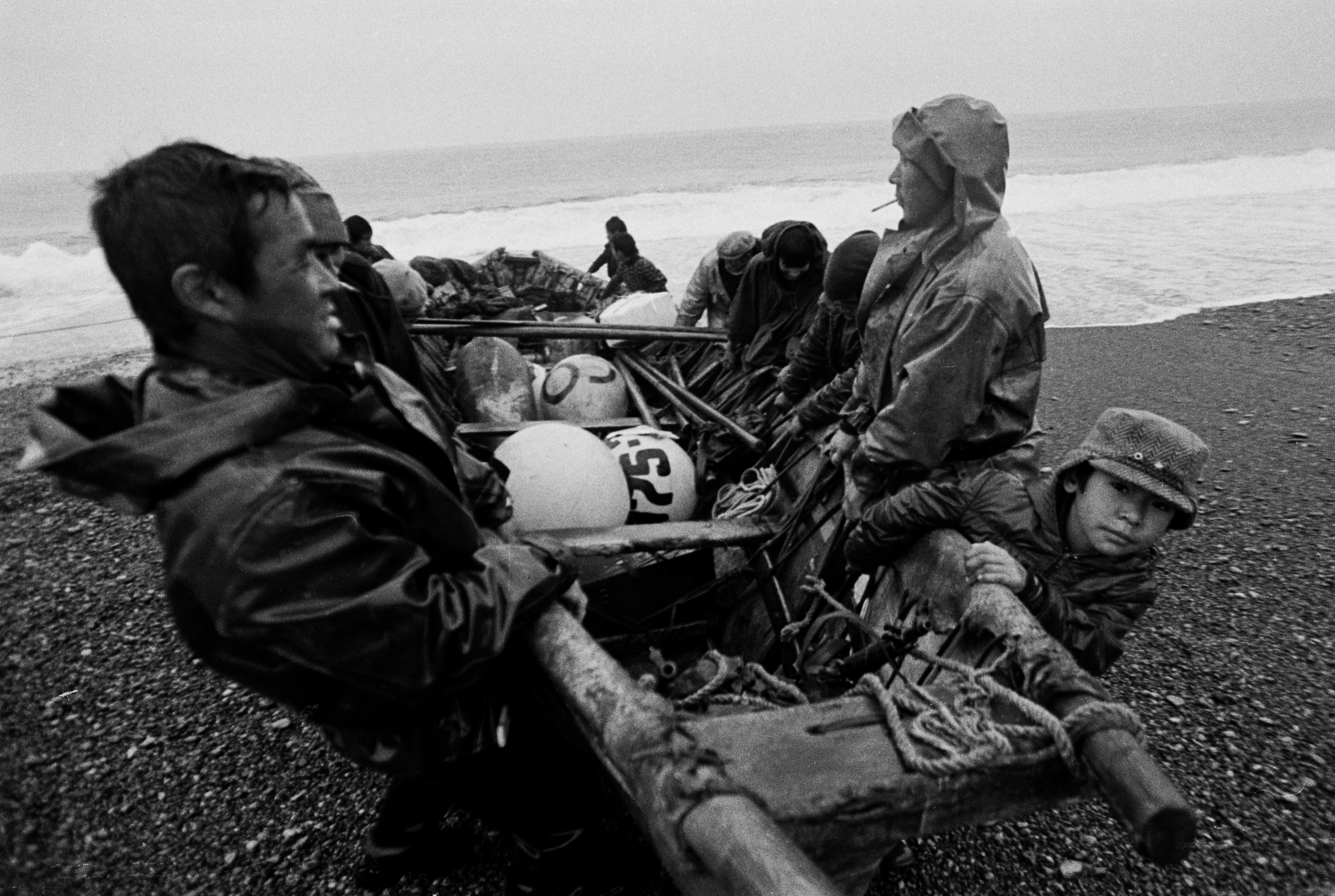
Csukcs rozmárvadászat

Amíg az európai, főleg orosz és ukrán származású lakosok túlnyomó többsége a városokban lakik, addig az őslakosok legnagyobb része továbbra is vidéken, apró településeken él. Elsősorban ennek a földrajzi elkülönülésnek köszönhető, hogy alacsony a keveredés mértéke a két csoport között. A csukcsok hagyományos gazdaságuk alapján két csoportra oszlanak, a tengerparton halászattal foglalkozó közösségekre és a belső szárazföldi tundra rénszarvas pásztoraira. Napjainkban a népcsoport tagjainak jelentős része továbbra is hagyományos életmódját folytatja.
A csukcs lakóépület, a jarangsátor negyvenkilenc farúdból álló vázból és egy rénszarvasbőr sátorlapból áll. Az építmény két helységre oszlik, a napi tevékenységek legnagyobb részét a sátor külső, tágasabb terében végzik, az éjszakát pedig az építmény belsejében felállított kisebb sátorban, a joroniban töltik. A világítást fókazsír gyertyák biztosítják, a gyertyakanóc mohából készül. A rénszarvas tenyésztő csukcsok sátraikat többnyire dombtetőkön állítják fel, ahol szárazabb a talaj és messziről észre lehet venni a közeledő idegeneket. A rénszarvast elsősorban húsáért és bőréért tartják. Egy-egy legelő kimerülése után az akár több ezer példányból álló csordát újabb területekre hajtják és az apró, néhány nagycsaládból álló falut is átköltöztetik.
A tengerparton élő csukcsok letelepedett életmódot folytatnak, megélhetésük alapja a halászat és a vadászat. A Nemzetközi Bálnavadászati Bizottság 1986-os döntésének értelmében az egész világon tilos a bálnák kereskedelmi célú vadászata, ez alól csak egyes őslakos népek képeznek kivételt, akiknek hagyományos életformája magába foglalja a tengeri emlősök vadászatát. A törvénynek köszönhetően a csukcsok legálisan folytatják napjainkban is a rozmár és bálnavadászatot.
A nemek közötti munkamegosztás erőteljesen jelen van, amíg a férfiak vadásznak, halásznak, vagy az állatállomány terelésével foglalkoznak, a nők háztartási munkákat végeznek.  

## Nyelv

A csukcs klánok elhelyezkedése 1900 körül

A csukcsok közösségüket az Ԓыгъоравэтԓьэн kifejezéssel jelölik meg, ami nyelvükön ,,igazi embereket" jelent. A csukcs nyelv a csukcs-kamcsatkai nyelvek közé tartozik, ami a világ legmagasabb szintű nyelvcsaládjainak egyike. A csukcson kívül csak néhány apró, legtöbb esetben a kihalás szélén álló csukcsföldi és kamcsatkai őslakos nyelv tartozik ide. A csukcsot jelenleg mintegy 5000-en beszélik, a népcsoport tagjainak mintegy egyharmada. Az első csukcs írásrendszert egy őslakos vadász, Tenevil készítette el a 20.század legelején, aki minden európai hatás nélkül egy önálló, piktogrammokból álló ábécét fejlesztett ki, de ezt csak saját törzse használta. A nyelv első latin ábécés verzióját Vlagyimir Bogoraz, egy Csukcsföldre internált orosz forradalmár készítette el 1931-ben. A hivatalos, cirill betűs csukcs ábécé 1937-ben készült el, azóta elsősorban ezt használják.

## Vallás és hitvilág

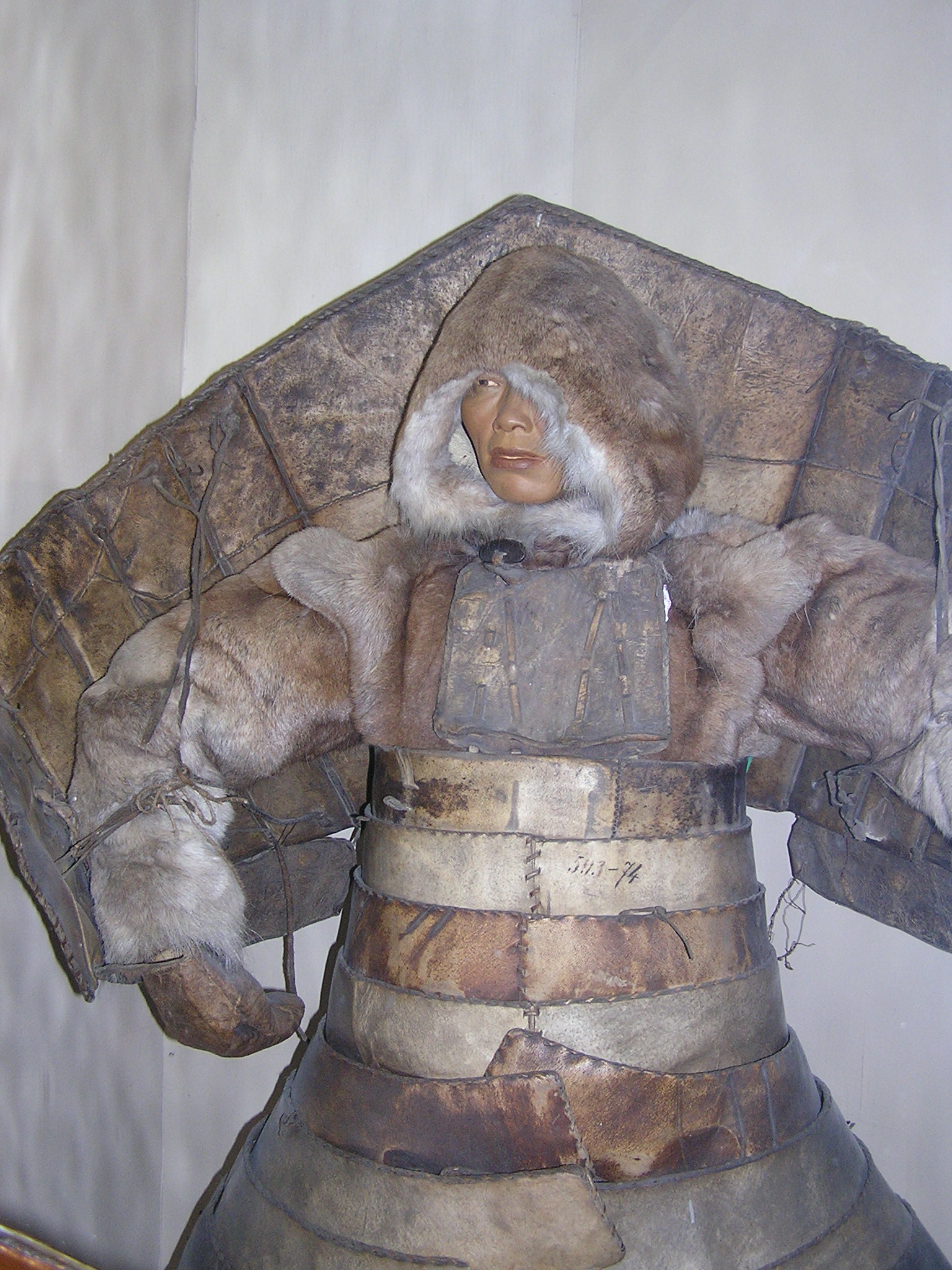
Csukcs harcos ruházata

Az orosz hódítás előtt a népcsoport tagjai egy őshonos animista vallást gyakoroltak, amely nagyfokú rokonságot mutat a többi észak-szibériai nép hiedelmeivel.  A vallás minden egyes élőlénynek és élettelen tárgynak ,,szellemet" tulajdonított, a rítusok központi szereplője a sámán volt. A sámán fontos szerepet töltött be a közösség életében, ő tartotta fenn a kapcsolatot a szellemvilággal és rá hárultak a hagyományos orvoslás feladatai is. A csukcsok a 18.század végén vették fel a kereszténységet és csatlakoztak az Orosz Ortodox Egyházhoz, de a hagyományos sámánista ünnepségek továbbra is fennmaradtak. A kommunizmus évei alatt mind a papokat, mind a sámánokat kíméletlenül üldözték, a szovjet hatóságok a legnagyobb vérengzést a Verhovszkij-foknál hajtották végre, ahol csukcs sámánok egész csoportját lőtték a tengerbe.

## Kultúra

### Népviselet

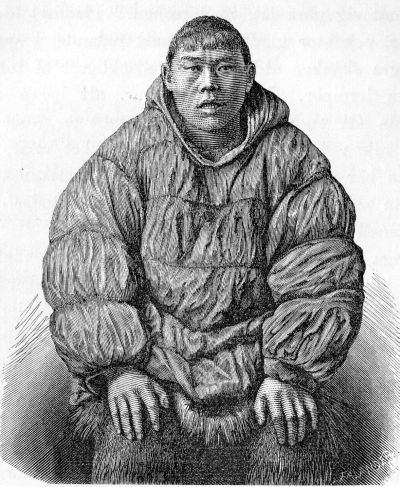
Csukcs férfi

A hagyományos csukcs viselet elsősorban állatbőrökből készül. A ruha elengedhetetlen része az aláöltözet, amely férfiaknál egy rövid bőrnadrág, nők esetében egy keskeny bőrkötény. Az egész évben használatos fóka, vagy rénszarvasbőr kabát fölé téli vadászatokon fehér bundát vesznek, hogy beleolvadjanak a havas tájba, nyáron pedig fókabélből készült vízálló esőkabátot hordanak, amely a tenger és az esővíztől egyaránt megvédi viselőjét. A csukcs népviselet jellegzetes eleme a mókusfarkból készített nagykendő. Az európai kereskedők megjelenése óta elterjedtek a nők körében az üveggyöngyök ékszerként való használata. Mindkét nem előszeretettel használja a fókabőr karpereceket és karszalagokat díszítőelemként.

### Népzene
A népcsoport gazdag népdalkinccsel rendelkezik, egyik jellegzetessége a nők által előadott torokéneklés, a pic-eine'rkin. A legfontosabb hangszer a fából és rénszarvasbőrből készült dob.

### Étrend

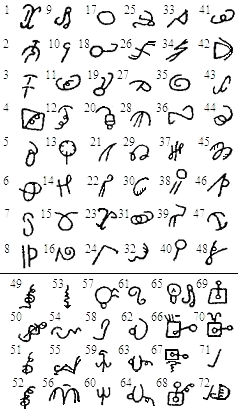
Az első csukcs írásrendszer

A csukcs étrend legfontosabb jellegzetessége a nagy mennyiségű nyers hús és vér fogyasztása, emiatt gyakran az ősemberek diétájával hasonlítják össze. A rozmár, bálna és rénszarvashúst legtöbbször jéggel tartósítják és fűszerezetlenül, hosszúkás fatálakon tálalják. Ezen az északi szélességi körön már semmilyen gyümölcs vagy zöldségféle nem terem meg, a szükséges vitaminokat néhány helyi fűféléből és cserjéből, valamint a nyers húsból nyerik. A csukcsok kedvenc csemegéi az európai szemmel bizarrnak ható rénszarvasszem, valamint a nyúzás után a rénszarvas bőre alól kiszedett élő bögölylárva.